# Об'єкт 787
Об'єкт 787 — російська дослідна бойова машина підтримки танків. Розроблена в конструкторському бюро Челябінського тракторного заводу на базі основного танка Т-72АВ. У деяких джерелах іменується як «Об'єкт 745». Серійно не випускалися.

## Історія створення
Після розвалу Радянського Союзу всі роботи над бойовою машиною підтримки танків «Об'єкт 781» були припинені. Однак, Перша Чеченська війна знову показала необхідність подібних машин у військах. Крім того, бази зберігання Міністерства оборони були завалені танками Т-72, які надходили  з колишніх союзних держав, колишніх членів Варшавського договору. У 1995 році в ініціативному порядку ГСКБ-2 Челябінського тракторного заводу за свої кошти почало проектування нової бойової машини підтримки танків на базі танка Т-72. У 1996 році був створений дослідний зразок. Випробування стрільбою показали високу ефективність даної машини. Позитивну реакцію машина викликала і серед керівних осіб в Міністерстві оборони. Почалася активна рекламна кампанія по радіо і телебаченню. Однак, подібні дії контролюючими органами були розцінені як «Розголошення державної таємниці». Почалося розслідування, за результатами якого, ДСКБ-2 було заборонено проводити подальшу роботу над «Об'єктом 787», а дослідний зразок був переданий на полігон в Кубинці для зберігання.

## Опис конструкції

### Броньовий корпус і башта
«Об'єкт 787» був створений на базі танка Т-72АВ. Корпус залишився практично без змін, з башти було демонтовано основне озброєння. На корпусі і башті встановлювалася динамічний захист «Контакт—1».

### Озброєння
Блоки основного озброєння представляли собою дві автоматичні гармати 2А72, спарені з ними 7,62 -мм кулемети ККТ, а також пускові установки з некерованими авіаційними ракетами. Блоки були з'єднані єдиним валом, наводились синхронно і встановлювалися по бортах башти. У задній частині машини додатково були встановлені два 12,7 мм зенітних кулемети НСВТ.